# Giv'at Olga

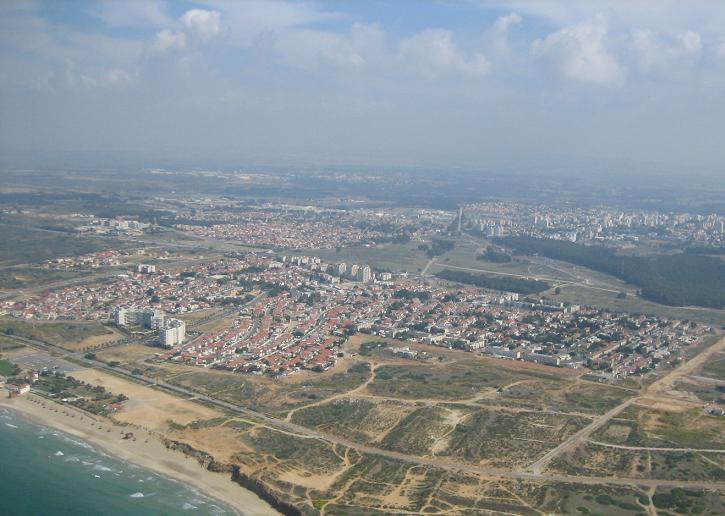
Vpravo les Ja'ar Chadera, vlevo čtvrť Giv'at Olga

Giv'at Olga (hebrejsky: גבעת אולגה, doslova Vrch Olgy) je čtvrť v západní části města Chadera v Izraeli.

## Geografie
Leží v nadmořské výšce do 30 metrů na západní okraji Chadery, na pobřeží Středozemního moře. Na východní straně ji ohraničuje dálnice číslo 2, na severu nezastavěná oblast příbřežních dun a na jihu Národní park Park ha-Šaron.

## Popis čtvrti
Čtvrť je pojmenována podle Olgy Chankinové, manželky Jehošuy Chankina, který se na přelomu 19. a 20. století podílel na výkupech pozemků pro židovské osidlování tohoto regionu. Čtvrť vznikla v roce 1949. S počtem obyvatel 10 000 lidí jde o nejlidnatější čtvrť Chadery. Podle stavu k roku 2006 tvořili cca 40 % obyvatelstva starousedlí Izraelci, 60 % noví židovští imigranti. Na pobřeží se rozkládá turistický komplex Olga al ha-Jam (אולגה על הים) a veřejná pláž. Do širší oblasti Giv'at Olga spadají i urbanistické okrsky Eli Cohen, Ejn ha-Jam, Kidmat Jam nebo Ben Gurion.